# 526 v. Chr.
Portal Geschichte | Portal Biografien | Aktuelle Ereignisse | Jahreskalender | Tagesartikel

◄ |
7. Jahrhundert v. Chr. |
6. Jahrhundert v. Chr. |
5. Jahrhundert v. Chr. |
►

◄ | 540er v. Chr. | 530er v. Chr. | 520er v. Chr. | 510er v. Chr. |
500er v. Chr. |
►

◄◄ | ◄ | 529 v. Chr. | 528 v. Chr. | 527 v. Chr. | 526 v. Chr. |
525 v. Chr. |
524 v. Chr. |
523 v. Chr. |
► |
►►

## Ereignisse
- Psammetich III. wird als Nachfolger seines Vaters Amasis Pharao von Ägypten. Er ist der letzte Pharao (König) der 26. Dynastie (Saïten-Dynastie).
- Für seinen bevorstehenden Feldzug gegen Ägypten schließt Kambyses II., Großkönig des persischen Achämenidenreichs, ein Bündnis mit Polykrates von Samos. Er baut überdies Akkon zu einem wirtschaftlichen und militärischen Zentrum aus.

## Gestorben
- Amasis, ägyptischer Pharao